# Брейдон Ману
Брейдон Марвін Ману (англ. Braydon Marvin Manu, нар. 28 березня 1997, Гамбург, Німеччина) — ганський футболіст, нападник німецького клубу «Дармштадт 98».

## Ігрова кар'єра

### Клубна
Брейдон Ману народився у німецькому місті Гамбург у родині ганських переселенців. Є вихованцем гамбурзького футболу. У 2015 році ману приєднався до футбольної школи клубу «Айнтрахт» з Брауншвейга. З наступного сезону футболіст почав виступати за другу клубну команду у Регіональній лізі.
У 2017 році як вільний агент Ману перейшов до клубу Ліги 3 «Галлешер», де провів наступні два сезони. Сезон 2019/20 нападник розпочав у клубі Другої Бундесліги «Дармштадт 98». Але одразу закріпитися в основі Ману не зумів і другу половину сезону 2020/21 провів в оренді в «Галлешер». Після повернення до «Дармштадта» нападник зайняв своє постійне місце в основі.

### Збірна
Брейдон Ману народився у Німеччині але з 2021 року отримав виклик до національної збірної Гани. При цьому на поле у складі збірної футболіст ще не виходив.

## Досягнення
Дармштадт 98
- Другий призер Другої Бундесліги: 2022/23